# Gli ultimi giorni di Pompei
Els últims dies de Pompeia (en italià Gli ultimi giorni di Pompei) és una pel·lícula de gènere colossal o peplum de Luiggi Maggi estrenada el desembre de 1908 i basada en la novel·la homònima de 1834 d'Edward Bulwer Lytton.

## Comentari
Arturo Ambrosio, fotògraf, funda a Torí un dels primers estudis de cinema d'Itàlia, i un dels seus tècnics, Luiggi Maggi, aviat va destacar com a actor i realitzador. El 1908 la productora inicia un ambiciós projecte amb el rodatge de la pel·lícula més espectacular del seu temps: Gli ultimi giorni di Pompei, on no s'escatimaran recursos.
El productor confia al guionista Arrigo Frusta l'adaptació a un  guió cinematogràfic la novel·la de Bulwer Lytton, que ja va ser portat a la pantalla en un film de 1902 per Robert William Paul, un dels pioners del cinema britànic.
Tot en aquesta pel·lícula resulta colossal, des de la longitud del guió (per a 1908, un film de quatre rotlles i 366 metres era de metratge molt llarg) fins als espectaculars decorats dissenyats per Ettore Ridoni.
Destaca sobretot l'enèrgica direcció de Luigi Maggi que va donar a determinades escenes un intens dramatisme. Són inoblidables les escenes de trucatge i efectes especials de l'erupció del Vesubio o la de la fuga dels espectadors del circ colpejats per fragments de lava incandescent. El realitzador va introduir uns brillants viratges de color utilitzant diferents imprimicions del cel·luloide. Si bé encara el cinema acusa una concepció molt teatral, amb decorats en els quals són habituals els telons pintats, la concepció fílmica, els efectes de trucatge, els ambiciosos decorats i maquetes i els moviments de masses d'actors, la van fer collir un extraordinari triomf, donant origen a un gènere, el peplum o colossal italià, el màxim fruit del qual seria la Cabiria de Giovanni Pastrone.
La pel·lícula va ser estrenada simultàniament a tot Itàlia. Sol a Roma, per al seu llançament es va projectar a 14 sales cinematogràfiques. Va ser aquest el primer gran èxit de la indústria cinematogràfica italiana, que seria una de les més importants del món fins a la Gran Guerra. Exportades centenars de còpies a tot el món, inclòs els Estats Units, tant la crítica com el públic va acollir unànime la pel·lícula, que aviat seria imitada i indicaria el camí a seguir per al cinema italià.